# Protogaea
Protogaea es una obra del filósofo y matemático alemán Gottfried Leibniz sobre geología e historia natural, escrita entre los años 1691 y 1693 pero publicada en su totalidad póstumamente en 1749. Constituye una aproximación de forma especulativa a la historia de la Tierra, en la cual Leibniz hipotetiza sobre temas como la formación de las montañas o el origen orgánico de los fósiles.